# Байтурово
Байтурово (баш. Байтур) — деревня в Мишкинском районе Башкортостана, входит в состав Камеевского сельсовета.

## Население
| 2002 | 2009 | 2010 |
| ---- | ---- | ---- |
| 339  | ↘318 | ↘273 |

Национальный состав
Согласно переписи 2002 года, преобладающая национальность — марийцы (98 %).

## Географическое положение
Расстояние до:
- районного центра (Мишкино): 22 км,
- центра сельсовета (Камеево): 10 км,
- ближайшей ж/д станции (Загородная): 143 км.